# Radenko Pilčević
Radenko Pilčević (in serbo Раденко Пилчевић?; Gornji Milanovac, 15 dicembre 1986) è un cestista serbo.

## Palmarès
- Campionati ungheresi: 1

Szolnok Olaj: 2013-14
- Coppa di Slovacchia: 1

Slávia TU Košice: 2018